# Chiesa di San Benedetto (Fabriano)
La chiesa di San Benedetto è una chiesa parrocchiale di Fabriano AN, Marche. Rappresenta un notevole esempio di decorazione manierista e barocca della regione.

## Storia

### Origini
Era il 1244 quando il Comune donò a San Silvestro Guzzolini e alla sua comunità un terreno allora sito appena fuori le mura, in località "Castellare". I Silvestrini vi eressero una cappella  dedicata ai santi Filippo e Giacomo.  Già nei decenni successivi la chiesa fu ampliata, fu di nuovo consacrata a San Benedetto da Norcia il 3 maggio 1287 e completata nel 1290. Accanto fu realizzato anche il Monastero, sede prima di un priorato, poi di una parrocchia creata nel 1323 dal vescovo di Camerino Bernardo Varano. Di questa costruzione restano parte delle pareti longitudinali, meno alte dell'odierna, con alcune decorazioni in pietra nella parete esterna, resti della decorazione romanica del portale, scomposti e riutilizzati nella muratura, e tracce di bassorilievi. Il monastero, che andava acquistando sempre più importanza e prestigio, sede dello studium dell'ordine, fu ampliato più volte fra il XIV e il XVI secolo e dal 1593 ospitò anche una scuola dottorale pubblica. La chiesa rimase pressoché invariata fino alla fine del XVI secolo.

#### L'edificio attuale

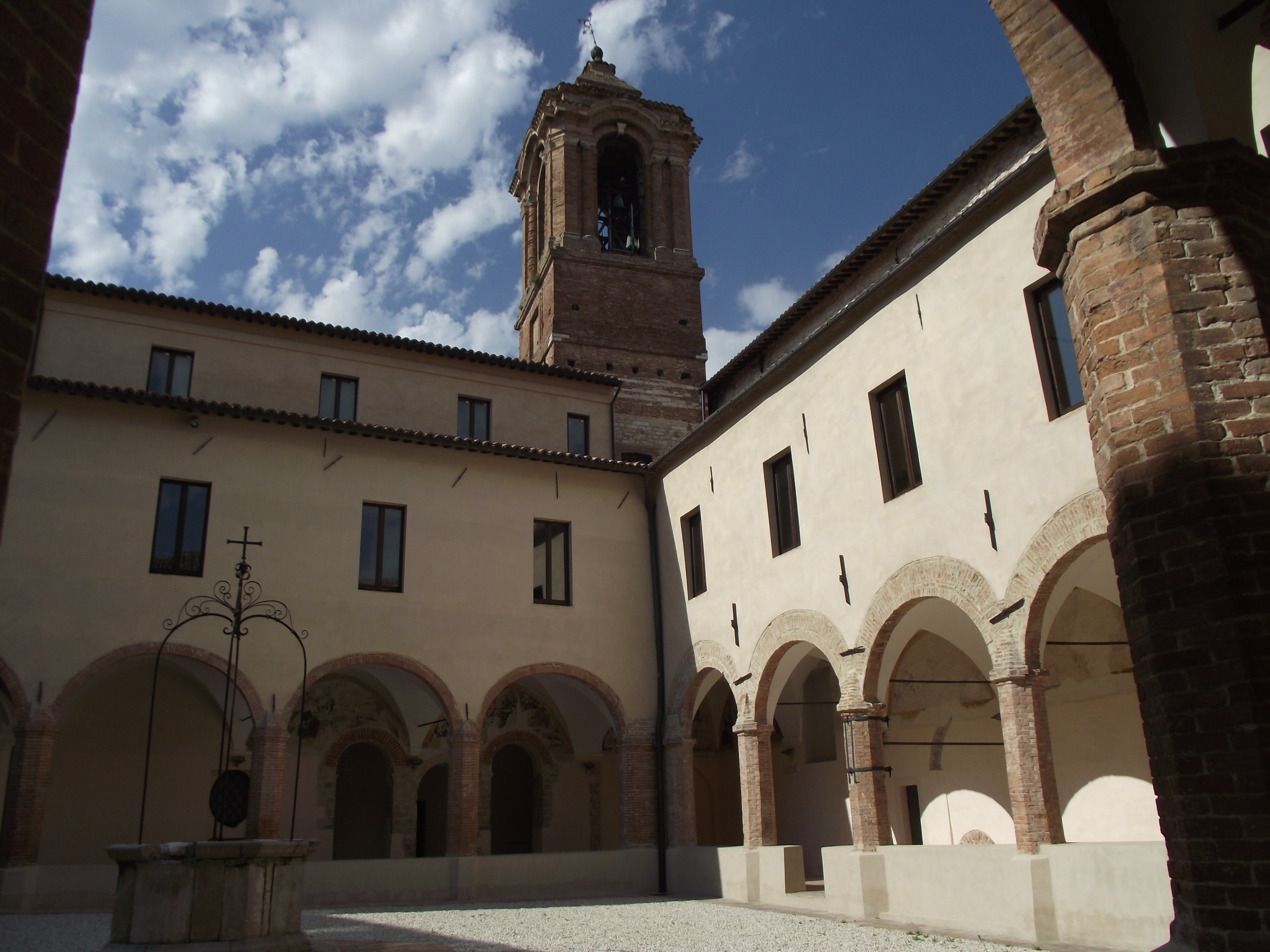
Il chiostro del monastero.

Nel 1586 era già stata realizzata una nuova cripta, ma nel 1590 si decise di ricostruire la chiesa secondo le nuove tendenze manieriste del tempo, su disegno del monaco silvestrino Lorenzo Rinalducci, con la collaborazione di un certo Mariano Lombardo. L'edificio venne già consacrato nel 1605 dal cardinale Innocenzo Del Bufalo-Cancellieri, ma fu completato intorno al 1620. Il monastero divenne poi sede dell'abate generale della Congregazione Silvestrina. Negli anni successivi si procedette alla ricca decorazione barocca interna del tempio, sostenuta dalle famiglie nobili, corporazioni e compagnie religiose cittadine.

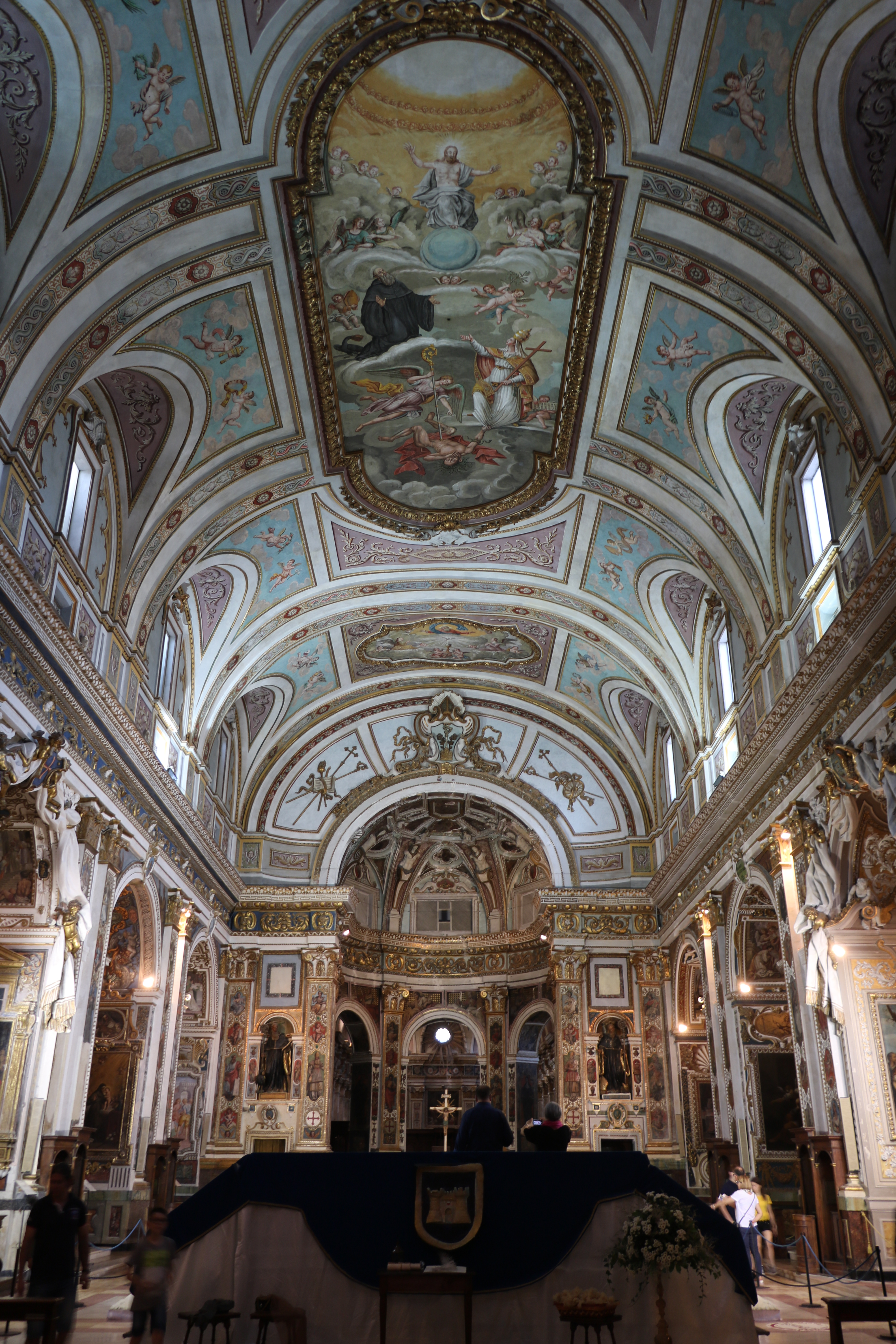
veduta dell'interno.

Il terremoto del 1741 fece rovinare le volte della navata e del coro, ma si avviarono subito i lavori per ricostruirle su disegno dell'architetto Francesco Nicoletti e più tardi, nel 1764, si approfittò per metter mano alla facciata, che tuttavia rimase incompiuta.
La chiesa rimane tuttora officiata dai Monaci Silvestrini, mentre il monastero venne soppresso nel 1861 a seguito all'unità d'Italia.
La chiesa fu restaurata nel 1956, mentre altri lavori, soprattutto di consolidamento e adeguamento sismico, vennero eseguiti in seguito al terremoto del 1997 e a quelli del 2016-17. Nel 2003 il territorio della parrocchia era già stato unito a quello della vicina Cattedrale San Venanzio.

## Descrizione
La facciata, rimasta incompiuta nella parte superiore, fu iniziata nel 1764 forse su progetto dell'aquilano Filippo Martelli, oppure del monaco silvestrino Girolamo Mezzalancia.
L'interno si presenta di grandi dimensioni ma a navata unica, con cinque cappelle quadrate per lato e abside traforata aperta nel coro. La copertura è a volta a botte lunettata, realizzata dopo il terremoto del 1741, decorata di cornici e stucchi da Paolo Campana e da affreschi eseguiti più tardi, intorno al 1840, da Pietro Paolo Serafini.
La prima cappella a destra reca una pala del fabrianese Domiziano Domiziani con il Crocifisso tra i Dolenti, Sant'Ugo silvestrino, San Francesco di Paola, della fine del XVI secolo.
La quarta cappella fu completamente decorata con tele di Pasqualino Rossi eseguite intorno al 1679. La pala con la Trinità adorata da San Giovanni di Matha e San Felice di Valois che decora la quinta cappella destra, dedicata alla Santissima Trinità, è opera di Raffaello Vanni figlio di Francesco, e non di Giacinto Brandi, come di solito riferito, ed è databile al 1665 circa.

Il presbiterio fu decorato tra 1593 e 1594 con un complesso di stucchi probabilmente eseguiti dai pesaresi Giovan Pietro e Antonio Branca. Ai lati dell'arco trionfale, entro nicchie, sono due statue lignee di San Silvestro e di San Benedetto, dovute ad uno scultore capace ma ancora ignoto, e sono databili al primo quarto del XVII secolo. Nel coro retrostante l'abside traforata è collocato il coro ligneo opera del 1427 di Manno da Benincasa Mannucci proveniente dalla Cattedrale di San Venanzio e presso il quale furono uccisi i Chiavelli, signori di Fabriano. Le pareti dell'ambiente sono decorate da un ciclo d'affreschi raffigurante nove episodi della vita di San Silvestro in scene quadrate separate da lesene in stucco, eseguito da Simone De Magistris nel periodo in cui era generale dell'ordine silvestrino Egidio Benci, quindi tra 1598 e 1601. Le tre storie sulla parete sinistra, che dovevano raccontare i momenti della conversione e della scelta eremitica del santo, sono quasi completamente perdute, mentre più leggibili sono quelle della parete di fondo, ma molto danneggiate dall'umidità sono anche le scene sulla parete destra. Le scene sono caratterizzate da una notevole capacità narrativa e molto spazio viene occupato dal paesaggio e dai dettagli naturalistici, elementi che mostrano la conoscenza di opere fiamminghe.

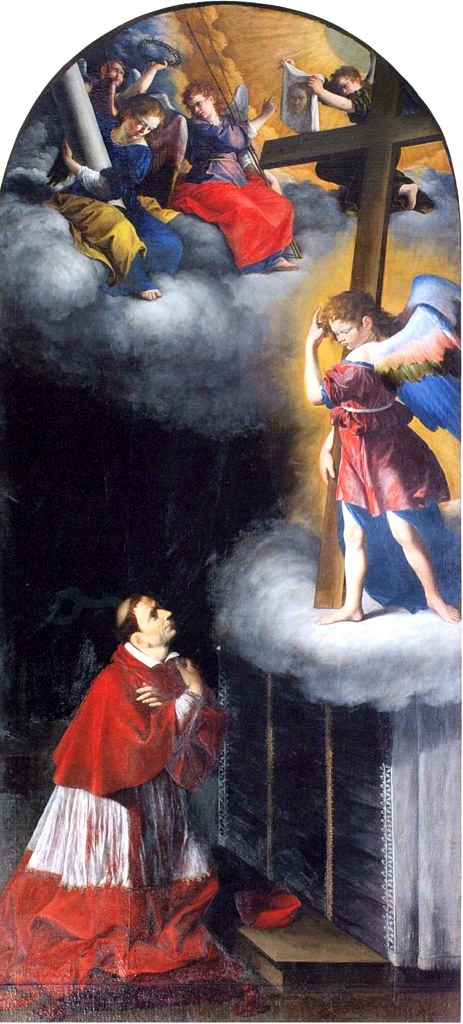
San Carlo Borromeo contempla gli strumenti della Passione, Orazio Gentileschi.

Sotto il presbiterio si apre la cripta a pianta ovale, del 1586, che conserva le reliquie del Beato Giovanni Bottegoni detto del Bastone, uno dei primi discepoli di Silvestro. Il vano è decorato con affreschi rappresentanti episodi della vita del Beato, eseguiti da Giovanni Luca Lucci nel 1696. Il bassorilievo in pietra che rappresenta il Bottegoni risale al XIV secolo.
Numerose sono le tele di pregio collocate nelle cappelle della navata sinistra: nella quinta cappella sinistra è una tela rappresentante Sant'Omobono che dona ai poveri di Giuseppe Bastiani, mentre la quarta cappella sinistra mostra all'altare un'altra tela con la Madonna col Bambino, San Bernardino, Sant'Agnese e il Beato Giovanni del Bastone dipinta da Pasqualino Rossi negli anni settanta del Seicento. La terza cappella  presenta due tele laterali rispetto all'altare con l'Annunciazione e l'Adorazione dei pastori assegnabili a Giovanni Francesco Guerrieri. Il senese Francesco Vanni firma e data 1607 il Cristo adorato da San Silvestro Guzzolini e una Santa che decora la seconda cappella, di patronato della Confraternita della lana. 
Nella prima cappella sinistra, della Confraternita di San Carlo, è la tela con il San Carlo Borromeo contempla la Croce e gli strumenti della Passione, dipinto da Orazio Gentileschi per la Confraternita devota al santo intorno al 1620, anno in cui fu riedificata la cappella che la ospita. Le tele ai lati con San Carlo nominato cardinale e San Carlo tra gli appestati sono anch'esse attribuite alla bottega Gentileschi o a qualche suo allievo o collaboratore toscano, mentre le pitture della volta sono forse di mano di Giulio Lazzarelli.

## Galleria d'immagini

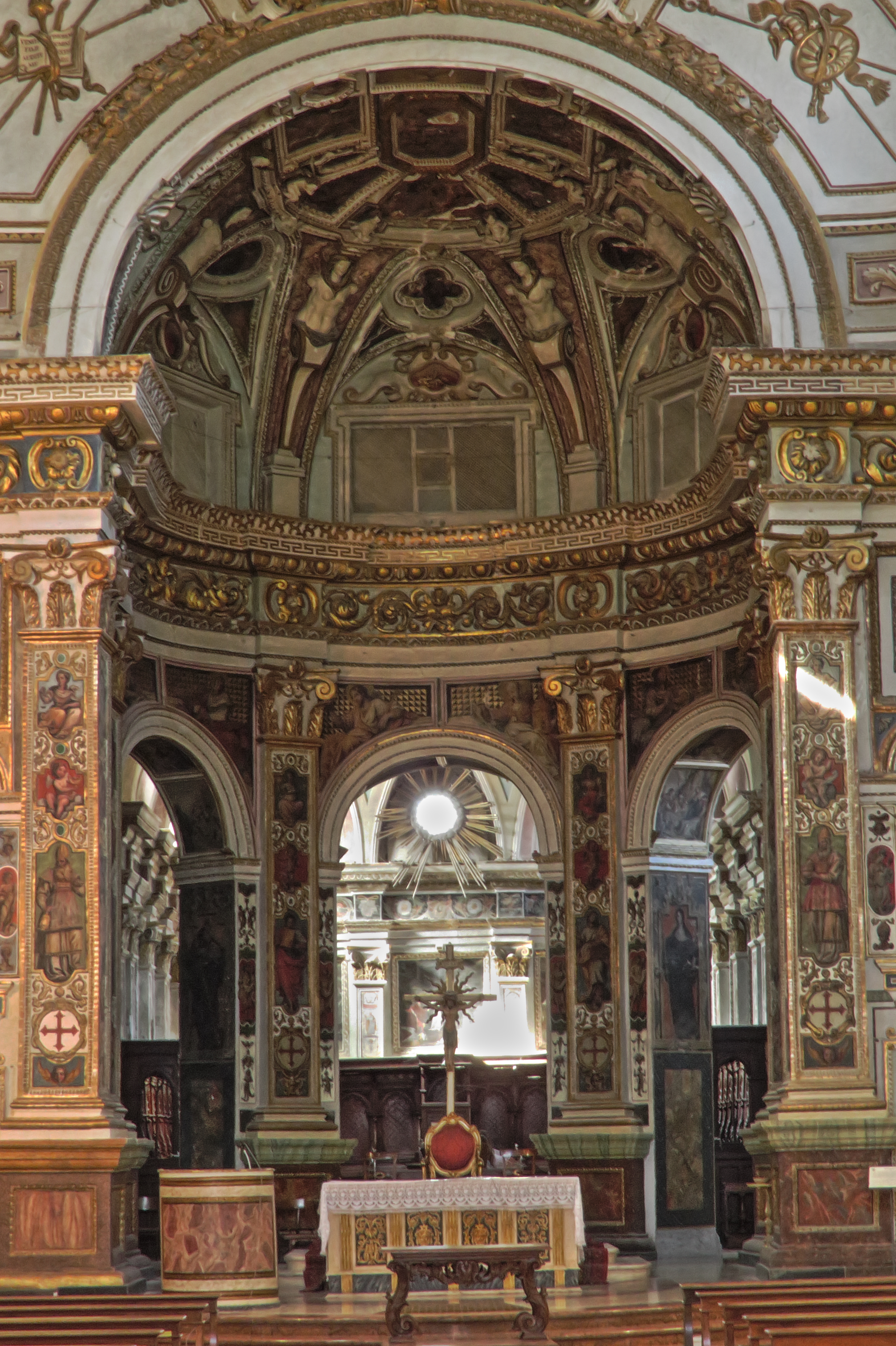
L'abside aperta sul retro-coro
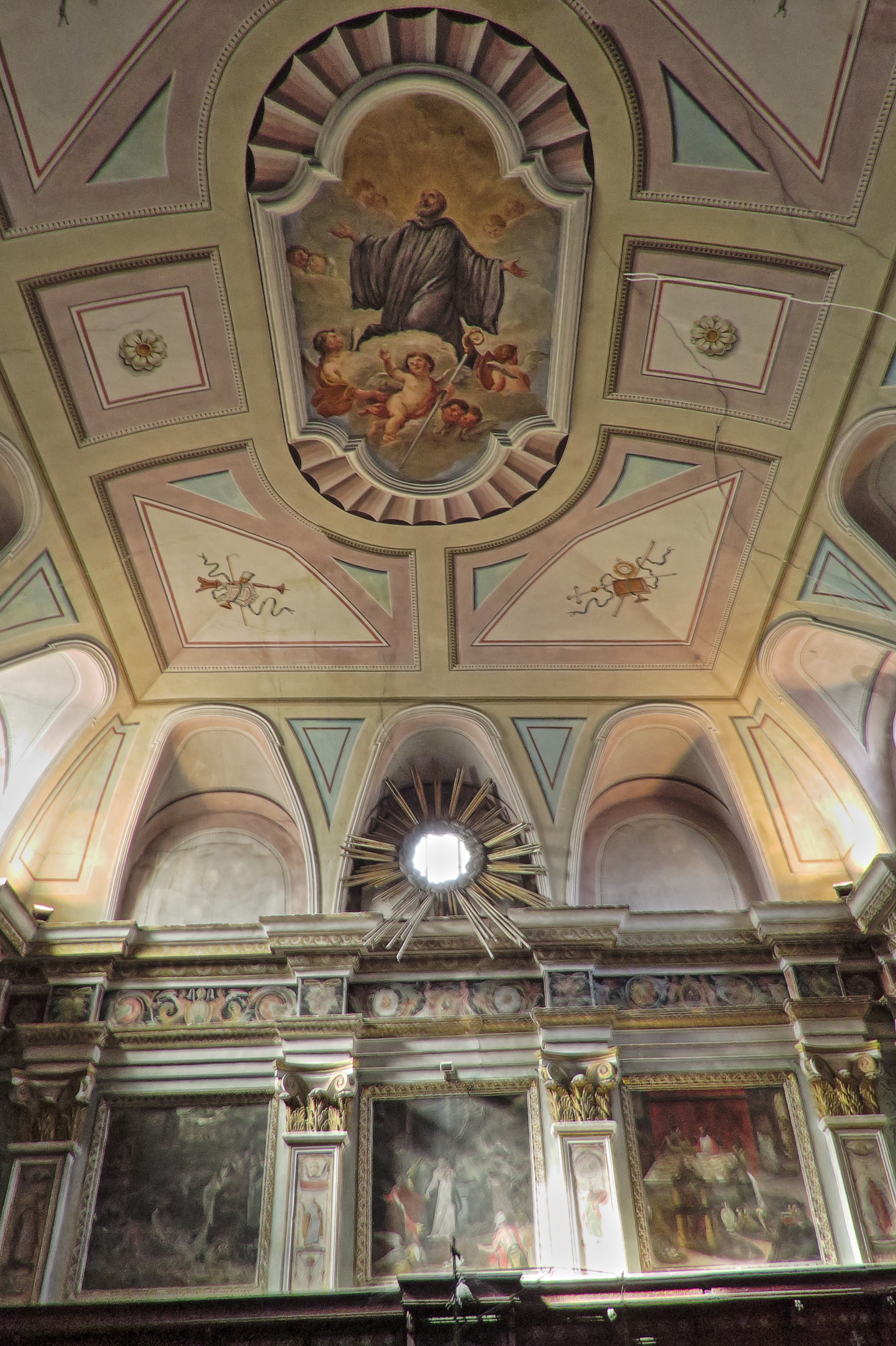
Il retro-coro
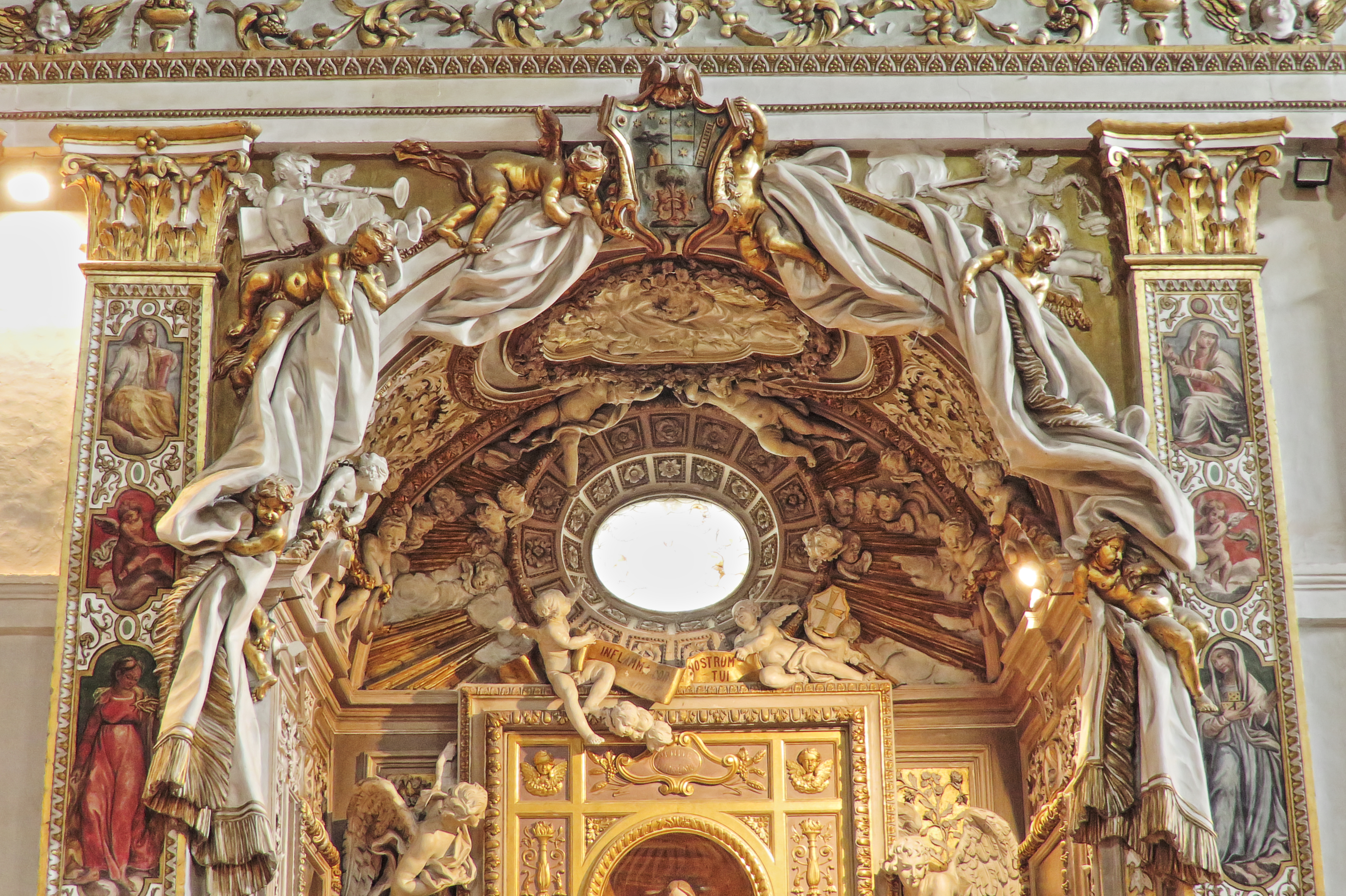
Particolare delle cappelle laterali
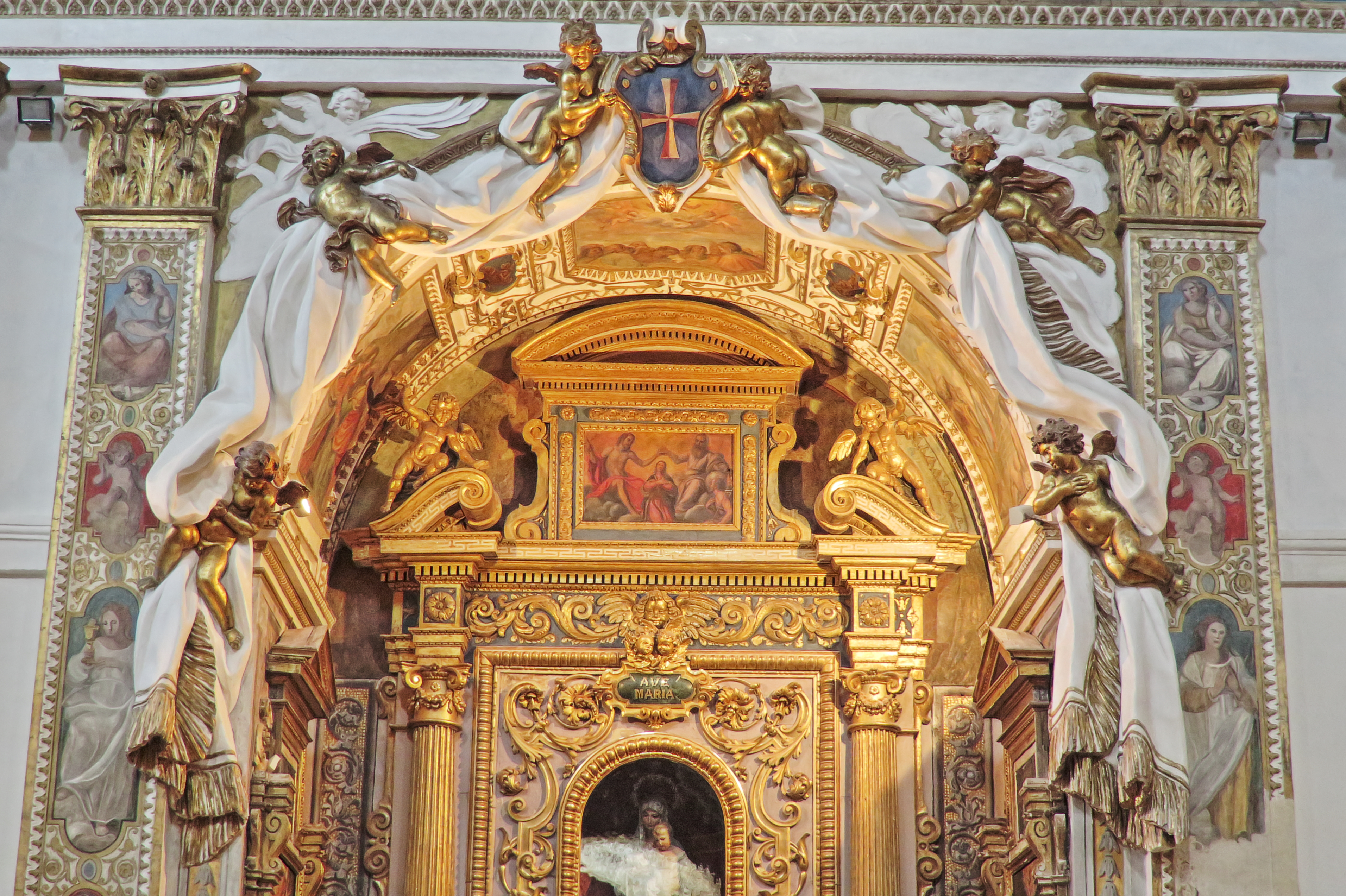
Particolare delle cappelle laterali